# Đậu kiếm
Đậu kiếm (danh pháp: Canavalia gladiata) là loài thực vật thuộc họ Đậu.
Quả đậu kiếm được dùng làm thực phẩm ở châu Phi và châu Á.

## Hình ảnh

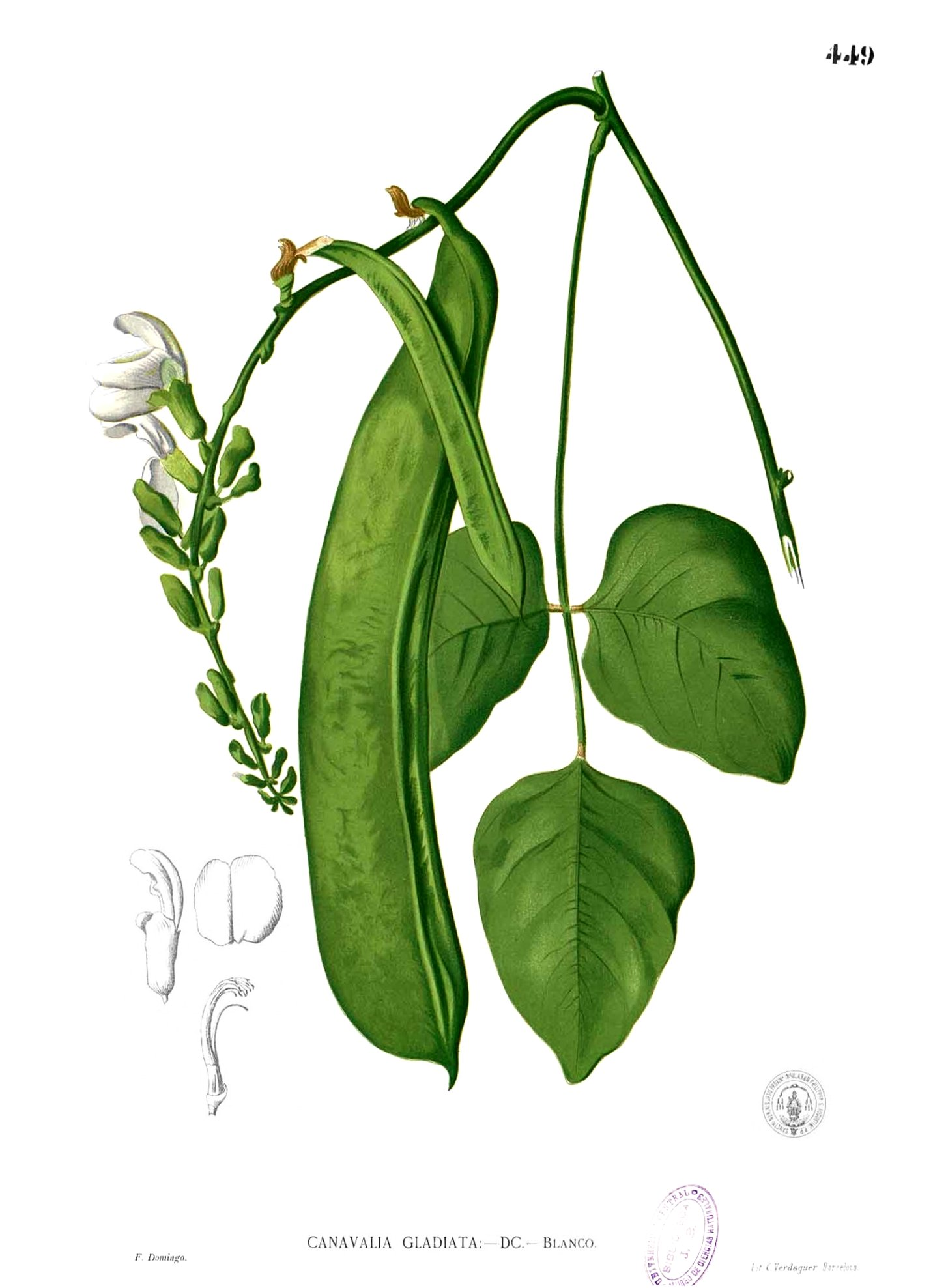
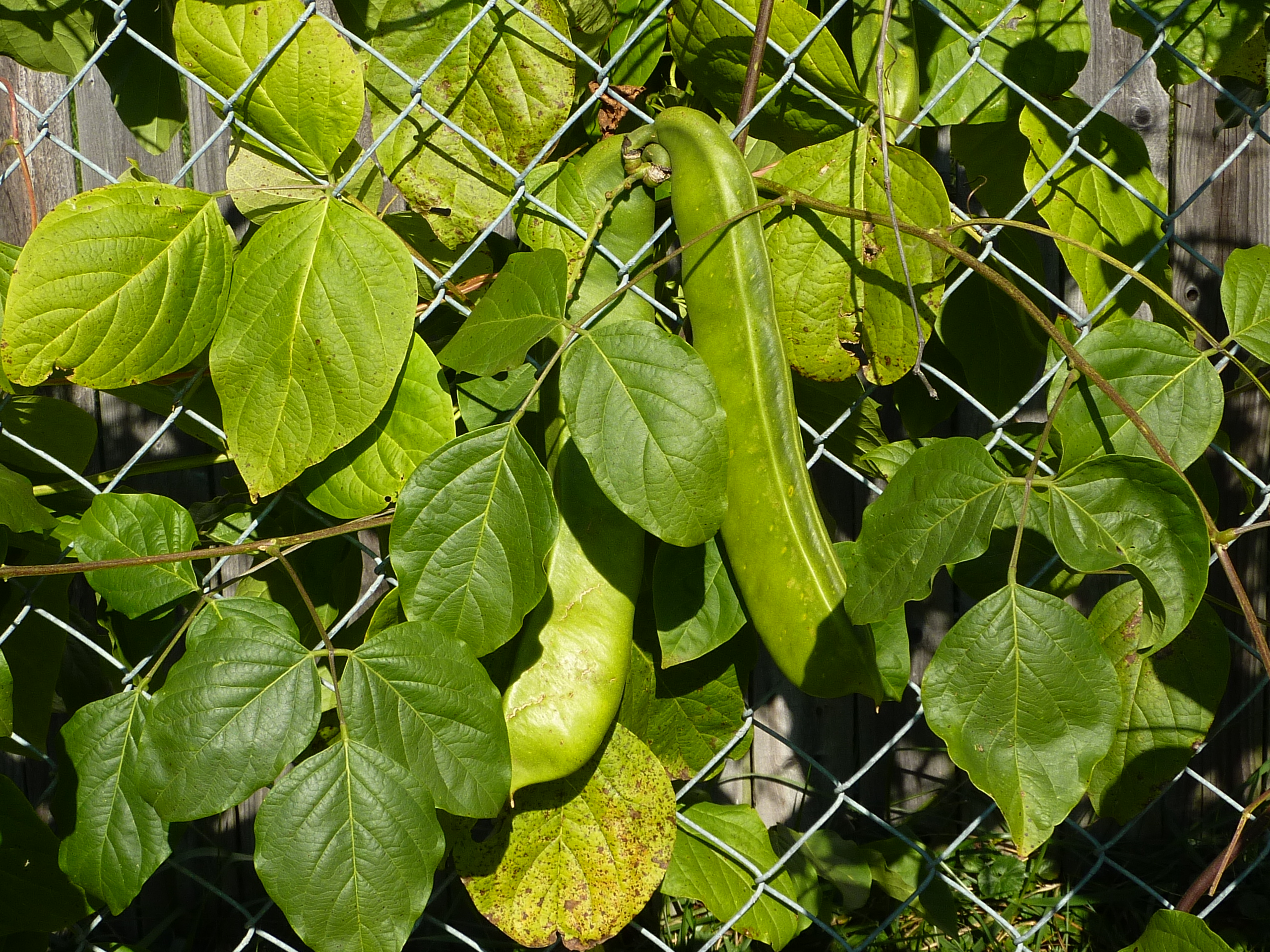
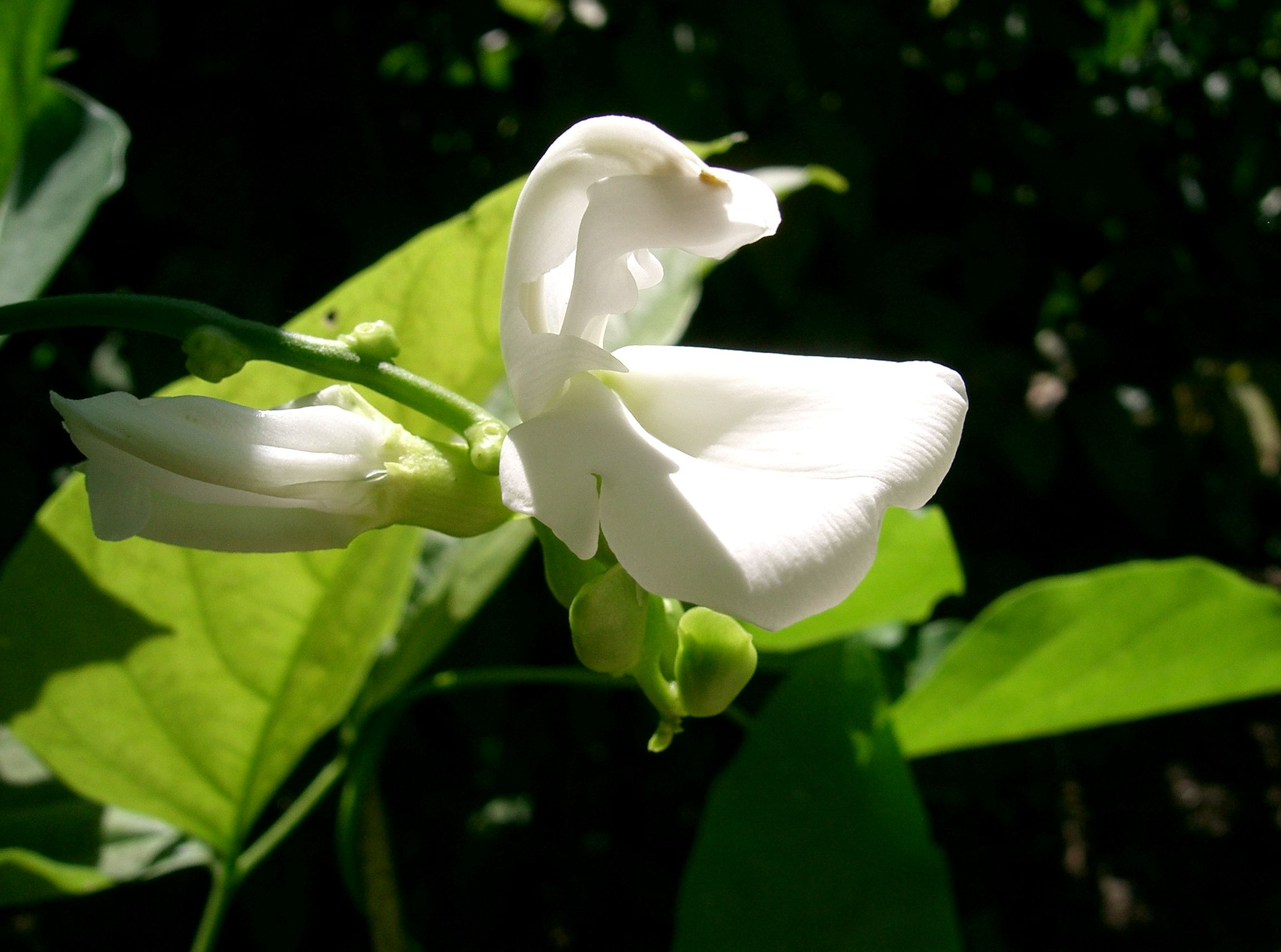
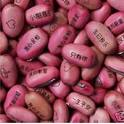